# Furuholmen (naturreservat)
Furuholmen är ett naturreservat i Luleå kommun i Norrbottens län.
Området är naturskyddat sedan 1997 och är 0,3 kvadratkilometer stort. Reservatet omfattar ön med detta namn i Lule skärgård. Reservatet består av gles björkskog med inslag av gran.